# Glaucus atlanticus
Glaucus atlanticus of de blauwe draak of zeezwaluw is een drijvende zeenaaktslak die behoort tot de familie Glaucidae. Deze donkerblauwe soort met opvallende extremiteiten kan tot wel 6 cm lang worden. Om te blijven drijven maakt de slak gebruik van een met gas gevulde blaas.
De soort werd ontdekt tijdens de tweede ontdekkingsreis van James Cook naar de Grote Oceaan in 1772-1775. Aan boord waren de natuurwetenschappers Johann Reinhold Forster en zijn zoon Georg Forster, die de beschrijving in 1777 publiceerde.

## Beschrijving
De dieren hebben een langwerpig lichaam. Aan elke zijde zijn drie extremiteiten die eindigen in waaiervormige, vingerachtige cerata, waarmee ze kunnen zwemmen. Ze zijn zilvergrijs op de rugkant en licht- en donkerblauw op de buik. Omdat ze ondersteboven in het water liggen geeft dit een bescherming tegen predatoren die zowel van boven als van beneden zouden aanvallen. Ze zwemmen op hun rug en kunnen snel zwemmen.

## Voeding
Glaucus atlanticus is immuun voor het gif van neteldieren waaronder ook dat van het Portugees oorlogsschip. Ze oogsten de gifhoudende nematocysten van hun prooi en verdelen die over hun cerata als verdedigingsmechanisme. De slak voedt zich niet enkel met neteldieren maar zij eten ook andere zeedieren. De soort doet eveneens aan kannibalisme, dus ook soortgenoten worden gegeten.

## Voortplanting
De zeenaaktslak is een hermafrodiet: een enkel exemplaar heeft dus zowel vrouwelijke als mannelijke geslachtsorganen.

## Verspreiding
Glaucus atlanticus komt vrijwel over de hele wereld voor in tropisch en gematigd warm open zeewater.